# Floresta Nacional de Cristópolis
A Floresta Nacional de Cristópolis é uma unidade de conservação de uso sustentável, criada em 2001. Possui uma área de 12.839 hectares que abrange a cidade de Cristópolis, no estado brasileiro da Bahia. E tem como gestor Instituto Chico Mendes de Conservação da Biodiversidade (ICMBio).
A Floresta Nacional está registrada no Registro Geral do Cartório de Registro de Imóveis e Hipotecas do 1º Ofício, da Comarca de Barreiras, Bahia. Sob o registro de nº R-4-16.601, do livro nº 02.

## História
A área em que foi criada a floresta nacional pertencia à Fazenda Estandarte, de propriedade da empresa Carbofix Empreendimentos Agroflorestais. A área foi vendida ao Instituto Brasileiro do Meio Ambiente e dos Recursos Naturais Renováveis (IBAMA) por 1.070.756 créditos de reposição florestal.
A Floresta Nacional de Cristópolis foi criada em 18 de maio de 2001, com 11.952,70 hectares e tendo como gestora e administradora o Instituto Brasileiro do Meio Ambiente e dos Recursos Naturais Renováveis (IBAMA).
No ano de 2002, verificou-se, através de vistoria técnica "in loco", que a Fazenda Estandarte não possuía os 11.952,70 hectares vendidos ao Instituto Brasileiro do Meio Ambiente e dos Recursos Naturais Renováveis (IBAMA). A Fazenda Estandarte possuía somente 4.352,5270 hectares e seriam incorporados para o IBAMA mais 3.546,6071 Hectares da Fazenda Belos Montes. Uma diferença de 7.600,1730 hectares da área discriminada no Decreto da criação da Floresta Nacional de Cristópolis.
No dia 13 de maio de 2016, a floresta nacional passa a ser gerida e administrada pelo Instituto Chico Mendes de Conservação da Biodiversidade (ICMBio).

## Características
A Floresta Nacional de Cristópolis está inserida em bioma da caatinga e do cerrado com vegetação de características de Floresta Estacional Semidecidual.